# Francesc
Francesc ist die katalanische Form des männlichen Vornamens Franz. Die spanische und portugiesische Form des Namens ist Francisco.

## Namensträger
- Francesc Antoni de la Dueña y Cisneros (1753–1821), spanischer Bischof
- Francesc Arnau (1975–2021), spanischer Fußballtorwart
- Francesc Cambó (1876–1947), spanischer Politiker
- Francesc Capdevila (* 1956), spanischer Comiczeichner
- Francesc Català-Roca (1922–1998), spanischer Fotograf und Filmemacher
- Francesc Eiximenis (* um 1330; † 1409), katalanischer Franziskaner und Schriftsteller
- Francesc Ferrer i Guàrdia (1859–1909), spanischer Pädagoge
- Francesc Galí (1880–1965), spanischer Maler
- Francesc Godoy (* 1986), spanischer Triathlet
- Francesc Hernández i Sanz (1863–1949), spanischer Historiker und Autor
- Francesc López (* 1972), andorranischer Fußballspieler
- Francesc Daniel Molina i Casamajó (1812–1867), spanischer Architekt
- Francesc de Borja Moll i Casasnovas (1903–1991), spanischer Sprachwissenschaftler und Autor
- Francesc Obiols (* 1975), andorranischer Fußballspieler
- Francesc Pujols (1882–1962), spanischer Schriftsteller und Philosoph
- Francesc Ramírez (* 1976), andorranischer Fußballspieler
- Francesc Reguera (* 1976), andorranischer Fußballspieler
- Francesc Ribalta (1565–1628), spanischer Maler
- Francesc Sabaté Llopart (1915–1960), spanischer Widerstandskämpfer und Anarchist
- Francesc Sans i Cabot (1828–1881), spanischer Maler
- Francesc Soria (* 1972), andorranischer Fußballspieler
- Francesc Valls (1665/1671–1747), spanischer Komponist und Kapellmeister
- Francesc Vilanova (1968–2014), besser bekannt als Tito Vilanova, spanischer Fußballspieler und -trainer

## Weiteres
- Sant Francesc, kirchliche Anlage in Palma, Mallorca